# Schöfweg
Schöfweg er en kommune i Landkreis Freyung-Grafenau i Regierungsbezirk Niederbayern i den tyske delstat Bayern.

Den er en del af Verwaltungsgemeinschaft Schönberg.

## Geografi
Kommunen ligger i Region Donau-Wald i Bayerischer Wald. Den er en statsanerkendt rekreationsby beliggende ved grænsen til nabolandkreisene Deggendorf og Landkreis Regen på nordskråningerne af det 1.016 meter høje bjerg Brotjacklriegel. Schöfweg ligger 25 km øst for Deggendorf, 22 km syd for Regen, 18 km vest for Grafenau og 45 km nord for Passau.

### Nabokommuner
- Hunding (Landkreis Deggendorf)
- Kirchberg im Wald (Landkreis Regen)
- Innernzell (Landkreis Freyung-Grafenau)
- Zenting (Landkreis Freyung-Grafenau)
- Schöllnach (Landkreis Deggendorf)
- Grattersdorf (Landkreis Deggendorf)

## Inddelinig
Der ere ud over Schöfweg følgend landsbyer og bebyggelser: Allhartsmais, Freundorf, Handschuh, Haus, Hilgenreith, Kniereit, Langfurth, Mitterdorf, Mutzenwinkel, Reinermühle, Scheibenberg, Sonnenwald og Steinberg.